# 1312
Năm 1312 là một năm trong lịch Julius.